# Coppa di Francia 1998-1999
La Coppa di Francia 1998-1999, 82ª edizione della manifestazione, fu vinta dal FC Nantes Atlantique.

## Trentaduesimi di finale
| Squadra 1                  | Risultato       | Squadra 2           |
| -------------------------- | --------------- | ------------------- |
| Olympique Marsiglia        | 2 - 0           | Auxerre             |
| Metz                       | 1 - 0           | Bordeaux            |
| Niort                      | 0 - 0 (2-3 dcr) | Strasburgo          |
| Sochaux                    | 3 - 1           | Beauvais            |
| Troyes                     | 2 - 1           | Montpellier         |
| Amiens                     | 1 - 1 (5-4 dcr) | Monaco              |
| Laval                      | 1 - 0           | Nancy               |
| Châteauroux                | 1 - 0           | Olympique Lione     |
| Thouars Foot 79            | 1 - 2 (dts)     | Paris Saint-Germain |
| Paris FC                   | 1 - 0           | Lorient             |
| JA Armentières             | 2 - 5 (dts)     | Lens                |
| La Roche Vendée Football   | 0 - 1           | Nantes              |
| Digione                    | 2 - 1           | Bastia              |
| Rennes                     | 4 - 0           | JS Coulaines        |
| Jura Sud Foot              | 1 - 1 (8-7 dcr) | Tolosa              |
| Blagnac FC                 | 0 - 2           | Le Havre            |
| Guingamp                   | 1 - 0           | Red Star            |
| Istres                     | 1 - 3           | Nîmes               |
| Gazélec Ajaccio            | 1 - 1 (4-2 dcr) | Nizza               |
| Le Mans                    | 4 - 1           | CS Louhans-Cuiseaux |
| Valenciennes               | 2 - 3           | Wasquehal           |
| Chaumont                   | 0 - 3           | Sedan               |
| SU Dives                   | 0 - 2           | Lilla               |
| FC Saint-Leu               | 1 - 0           | Angers              |
| US Saint-Georges           | 1 - 1 (5-4 dcr) | Martigues           |
| Éveil mendois football     | 1 - 4           | Angoulême           |
| Rodez                      | 0 - 1           | Clermont Foot       |
| Châtellerault              | 2 - 2 (6-5 dcr) | Vendee Fontenay     |
| Chasselay                  | 0 - 3           | Grenoble            |
| Pierrots Vauban Strasbourg | 1 - 2           | Boulogne            |
| Rouen                      | 1 - 0           | FC Sarrebourg       |
| USON Mondeville            | 0 - 0 (1-3 dcr) | Montagnarde         |

## Sedicesimi di finale
| Squadra 1           | Risultato       | Squadra 2           |
| ------------------- | --------------- | ------------------- |
| Lens                | 3 - 1           | Olympique Marsiglia |
| Paris Saint-Germain | 1 - 1 (4-5 dcr) | Nantes              |
| Wasquehal           | 0 - 2           | Metz                |
| Le Mans             | 2 - 0           | Rennes              |
| Amiens              | 1 - 0           | Le Havre            |
| Guingamp            | 2 - 1dts        | Strasburgo          |
| US Saint-Georges    | 1 - 0           | Sochaux             |
| Châteauroux         | 1 - 2           | Laval               |
| Gazélec Ajaccio     | 1 - 1 (1-3 dcr) | Troyes              |
| Digione             | 0 - 4           | Sedan               |
| Grenoble            | 2 - 3dts        | Nîmes               |
| Boulogne            | 1 - 2           | Lilla               |
| Montagnarde         | 4 - 0           | Paris FC            |
| Angoulême           | 1 - 0           | Châtellerault       |
| Rouen               | 2 - 0           | FC Saint-Leu        |
| Clermont Foot       | 4 - 1           | Jura Sud Foot       |

## Ottavi di finale
| Squadra 1        | Risultato       | Squadra 2 |
| ---------------- | --------------- | --------- |
| Metz             | 1 - 3           | Nantes    |
| Lens             | 1 - 1 (2-4 dcr) | Laval     |
| Amiens           | 1 - 2           | Sedan     |
| Guingamp         | 1 - 0           | Lilla     |
| Angoulême        | 1 - 0           | Troyes    |
| Clermont Foot    | 0 - 2           | Le Mans   |
| US Saint-Georges | 0 - 2           | Nîmes     |
| Montagnarde      | 0 - 2dts        | Rouen     |

## Quarti di finale
| Squadra 1 | Risultato | Squadra 2 |
| --------- | --------- | --------- |
| Le Mans   | 3 - 1     | Laval     |
| Nantes    | 2 - 0     | Guingamp  |
| Angoulême | 0 - 2     | Nîmes     |
| Rouen     | 0 - 2     | Sedan     |

## Semifinali
| Squadra 1 | Risultato   | Squadra 2 |
| --------- | ----------- | --------- |
| Nantes    | 1 - 0       | Nîmes     |
| Sedan     | 4 - 3 (dts) | Le Mans   |

| Sedan 27 aprile 1999 | Sedan     | 4 – 3                                         | Le Mans | Stade Louis Dugauguez |
| \| \| \| \| \| Di Rocco 76’ Quint 96’ N'Diefi 108’, 118’ \| Marcatori \| 41’ (rig.) Bakari 115’ Revillet 120’ Chagnaud \| |           |                                               |         |                       |
| |           |                                               |         |                       |
| Di Rocco 76’ Quint 96’ N'Diefi 108’, 118’                                                                                 | Marcatori | 41’ (rig.) Bakari 115’ Revillet 120’ Chagnaud |         |                       |

| Nantes 28 aprile 1999                          | Nantes-Atlantique | 1 – 0 | Nîmes | Stadio La Beaujoire |
| \| \| \| \| \| Savinaud 77’ \| Marcatori \| \| |                   |       |       |                     |
|                                                |                   |       |       |                     |
| Savinaud 77’                                   | Marcatori         |       |       |                     |

## Finale
| Squadra 1 | Risultato | Squadra 2 |
| --------- | --------- | --------- |
| Nantes    | 1 - 0     | Sedan     |

| Arbitro: | Pascal Garibian |

|                        |           |  |
| Monterrubio 58’ (rig.) | Marcatori |  |